# Walter García
Walter Ariel García (Buenos Aires, 14 marzo 1984) è un ex calciatore argentino, di ruolo difensore.

## Carriera
Cresce nelle giovanili dell'Argentinos Juniors. Con la maglia biancorossa esordisce in Primera B Nacional (la seconda divisione), e ha modo di disputare il mondiale a Trinidad e Tobago nel 2001 con la maglia dell'Argentina Under-17 e quello del 2003 in Arabia Saudita con l'Under-20.
Quello stesso anno viene preso dal San Lorenzo, con cui esordisce nel campionato di clausura 2004. Con i rossoblu di Buenos Aires gioca per un altro anno e mezzo.
Nel marzo 2006 lascia il campionato argentino e viene acquistato per tre milioni di euro dal Rubin, squadra della Premier League russa. Qui non riesce a ritagliarsi uno spazio nella squadra. Va così in prestito al Catania nell'agosto 2006, per sostituire Paolo Bianco, ma non trova spazio e a gennaio 2007 torna in patria, al Quilmes.
A fine agosto 2008, terminato il contratto con il Quilmes, García firma per il Nacional di Montevideo.